# سيارا رينيه
سيارا رينيه (بالإنجليزية: Ciara Renée)‏ هي موسيقية وممثلة أمريكية، ولدت في 19 أكتوبر 1990 في هاريسبرج في الولايات المتحدة.

## أعمال

### مسلسلات
- أساطير الغد

## وصلات خارجية
- الموقع الرسمي
- سيارا رينيه على موقع IMDb (الإنجليزية)
- سيارا رينيه على موقع ميتاكريتيك (الإنجليزية)
- سيارا رينيه على موقع روتن توميتوز (الإنجليزية)
- سيارا رينيه على موقع ألو سيني (الفرنسية)
- سيارا رينيه على موقع ميوزك برينز (الإنجليزية)
- سيارا رينيه على موقع قاعدة بيانات الفيلم (الإنجليزية)
- سيارا رينيه على موقع كينوبويسك (الروسية)